# Latourell Falls
Latourell Falls – wodospad położony w Stanach Zjednoczonych, w Oregonie w hrabstwie Multnomah. Wodospad leży na Latourell Creek, dopływie rzeki Kolumbia, niedaleko jego ujścia gdzie Kolumbia tworzy kanion w Górach Kaskadowych. Wodospad jest słabo widoczny z drogi turystycznej wiodącej dnem kanionu (ang. Columbia Gorge Scenic Highway), jednak prowadzi do niego krótka i wygodna ścieżka. Jadąc drogą turystyczną od zachodu wodospad jest około 5,6 km przed Bridal Veil Falls.
W odległości około 2 km w górę rzeki Latourell Creek znajduje się drugi wodospad Upper Latourell Falls, który jest niższy (37 m), lecz jest szerszy  (5 m). Są one połączone szlakiem tworzącym 3,9 km pętlę. Oba znajdują się na terenie parku stanowego Guy Talbot State Park.